# 이미아섬

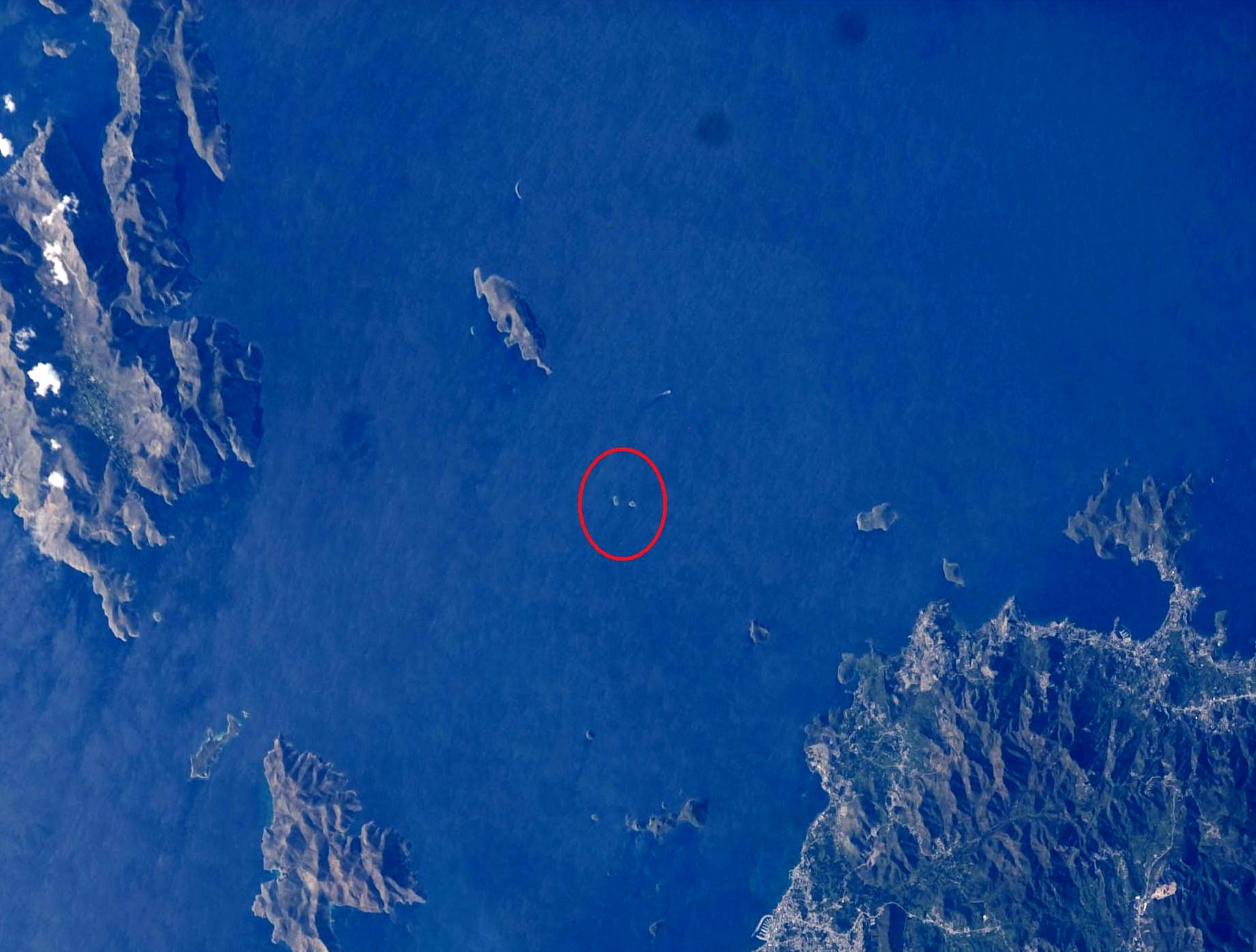

이미아 암초(그리스어: Ίμια) 또는 카르다크 암초(튀르키예어: Kardak)는 에게해의 2개의 암초로 구성된 암초이며 그리스와 튀르키예가 영유권을 주장하고 있는 분쟁 지역이다. 1996년, 튀르키예가 이 섬에 상륙을 시도하였지만 그리스군에 의해 저지되었다.

## 배경
이미아 섬이 속해있는 도데카니사 제도가 1923년에 로잔 조약에 의해 이탈리아로 할양되었고, 1947년에는 도데카니사 제도 전역이 그리스의 영토로 되었다. 도데카니사 제도와 튀르키예 사이의 바다에 대한 1932년에 있었던 이탈리아와 튀르키예의 협약에 따르면 이미아 카르다크 섬은 당시 이탈리아령이었던 도데카니사 제도(현재는 그리스령)에 속한다. 국제적으로는 대다수가 이 협정이 유효하다고 보나, 관계자 일각에선, 논란의 소지가 많다고 주장한다.

## 같이 보기
- 그리스의 대외 관계
- 튀르키예의 대외 관계